# Aleurodicus dispersus
Aleurodicus dispersus es un hemíptero de la familia Aleyrodidae, con una subfamilia: Aleyrodinae. Fue descrita científicamente en 1965 por Russell.